# 石川恵樹
石川 恵樹（いしかわ けいじゅ、1950年12月21日 - ）は、日本の作曲家・編曲家・ベーシスト。石川 慧樹と表記されることもある。キャリア初期には、石川 恵と名乗ることもあった。

## 略歴
1962年から音楽活動を開始。1969年、成毛シゲルグループを結成。1970年、初期のフード・ブレインや柳田ヒロのバックバンド等に参加。1971年、宮下文夫（宮下富実夫）らと共にプログレッシブ・ロック・バンド ファーラウトを結成。
1973年に渡米。1974年、ロサンゼルスで知り合った発地伸男や武田治らとプログレッシブ・ロック・バンド クロニクルを結成。1979年、クロニクルの主要メンバー及び木村昇らとTALIZMANを結成。
TALIZMANの解散後も映像作品の音楽制作やアーティストへの楽曲提供などを行っている。
1990年代中盤では特撮・アニメ音楽においてコンピューターによるアレンジをいち早く導入、関係者からは高い評価を得ている。

## 音楽担当作品
- 風の又三郎（1988年）
- どんぐりと山猫（1988年）
- 丹波哲郎の大霊界 死んだらどうなる（1988年）
- 超人ロック ロードレオン[2]（1989年）
- けっこう仮面（1991年）

## 楽曲提供
- 岡本舞子
  - さよならペガサス（1987年）
- 荻野目洋子
  - ピンクサファイア（1989年）
- 酒井法子
  - プリティーパラノイア（1987年）
  - 素敵なシンデレラナイト（1987年）
  - ハートの中のプリズム（1987年）
- 長与千種
  - 友情1987（1987年）

### アニメ、特撮
- ドラゴンボールZ（1989年）
  - WE GOTTA POWER（オープニングテーマ　歌：影山ヒロノブ）
- 有言実行三姉妹シュシュトリアン（1993年）
  - 思いたったが吉日!（オープニングテーマ　歌：三姉妹）
- ブルースワット（1994年）
  - 出発（たびだち）のサイン（挿入歌　歌：前田達也）
  - パワーアップ・ブルースワット～愛する心があれば～（挿入歌　歌：前田達也）
- 重甲ビーファイター（1995年）
  - 黒き十字架BLACK BEET.（挿入歌　歌：石原慎一）
- ドッカン!ロボ天どん（1995年）
  - 出逢いはミラクル（挿入歌　歌：朝川ひろこ&影山ヒロノブ）
- ビーロボカブタック（1997年）
  - 清く正しくカブタック（オープニングテーマ　歌：草尾毅）
  - ああ、スターピース（挿入歌　歌：宮内タカユキ）
- テツワン探偵ロボタック（1998年）
  - なせばなるほどロボタック（オープニングテーマ　歌：影山ヒロノブ）※冒頭でメサイアのメロディを引用している。
- ザ☆ドラえもんズ おかしなお菓子なオカシナナ?（1999年）
  - 我らザ☆ドラえもんズ（主題歌　歌：水木一郎&堀江美都子）
- 未来戦隊タイムレンジャー（2000年）
  - 1000年戦士（挿入歌　歌：宮内タカユキ）
- テニスの王子様（2010年）
  - 毒の華（白石蔵ノ介キャラクターソングアルバム「POISON」。作曲・編曲している　）

## 編曲

### 特撮
- 恐竜戦隊ジュウレンジャー（1992年）
  - ティラノレンジャー・「赤き勇姿」（挿入歌　歌：平石豊茂美）
  - 夢見る乙女の力こぶ（挿入歌　歌：斉藤小百合）
  - しっぽ Piki Piki（挿入歌　歌：佐藤健太）
  - ポップアップナイト（挿入歌　歌：いけたけし）
  - ドラゴンシーザーのうた（挿入歌　歌：Funky Y.K.）
- 救急戦隊ゴーゴーファイブ（1999年）
  - PSYMA～破壊の烙印～（挿入歌　歌：坂井紀雄）
- 未来戦隊タイムレンジャー（2000年）
  - BAD VICTORY（挿入歌　歌：佐々木久美）